# Антимония
Антимония (искаж. от лат. antinomia и др.-греч. ἀντι-νομία) — пустые разговоры, отвлекающие от серьёзного дела.

## История появления термина
До XIX века в литературе встречается только термин «Антимоний», означающий химические соединения сурьмы. Первое найденное упоминание термина в современном смысле датируется 1880 годом (Короленко Владимир Галактионович, «Чудная»). Возможно, термин является сознательным искажением автором термина «Антиномия» для подчёркивания недостаточной образованности персонажа. К примеру, в указанном произведении есть такой диалог: «А мы с ним вот (это, значит, со мной) люди простые. Враги так враги, и нечего тут антимонии разводить». Косвенно эта версия подтверждается тем, что смысл, вложенный автором в слово «Антимония» является упрощённым до примитивности смыслом термина «Антиномия». Наличие устоявшегося словосочетания «разводить антимонии» также свидетельствует о существовании первоисточника, взятого за образец.